# برايان إبراهام
برايان إبراهام (بالإنجليزية: Brian Abraham)‏ هو لاعب كرة قاعدة أمريكي، ولد في 20 ديسمبر 1984 في ورسستر في الولايات المتحدة.